# 直居あきら
直居 あきら（なおい あきら、1941年 - 2017年 ）は、日本の占星術師。兵庫県神戸市出身。
1981年に神智学協会に入会する。
ディーン・ルディヤーの「アストロロジカル・マンダラ」の研究を行い1984年にはルディヤーを訪ねる。
1987年に神智学協会を除名処分、「スクールオブディヤン・自由啓明学校」を設立。
2017年11月に死去。

## 著書
- 定本サビアン占星学（魔女の家BOOKS）
- 究極のサビアン占星学（魔女の家BOOKS）